# Zeitschrift für Empirische Kulturwissenschaft

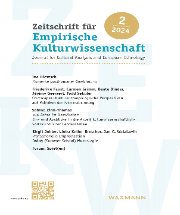
Titelseite der Zeitschrift für Empirische Kulturwissenschaft, Ausgabe 2024 Nr. 2

Die Zeitschrift für Empirische Kulturwissenschaft. Journal for Cultural Analysis and European Ethnology (ZEKW) ist eine kulturwissenschaftliche Zeitschrift. Sie erscheint halbjährlich open-access im Auftrag der Gesellschaft für Empirische Kulturwissenschaft (DGEKW) und wird aktuell von Joachim Baur, Claus-Marco Dieterich, Anne Dippel, Viktoria Hegner, Timo Heimerdinger, Johannes Müske, Manfred Seifert, Markus Speidel, Barbara Wittmann und Sabine Zinn-Thomas herausgegeben.

## Inhalte
Die im Auftrag der Deutschen Gesellschaft für Empirische Kulturwissenschaft (DGEKW) herausgegebene Zeitschrift für Empirische Kulturwissenschaft. Journal for Cultural Analysis and European Ethnology (ZEKW) repräsentiert aktuelle Forschung der wissenschaftlichen Disziplin der Empirischen Kulturwissenschaft – auch bekannt als Europäische Ethnologie, Kulturanthropologie, Kulturanalyse oder Volkskunde – in ihrer ganzen Bandbreite.
Jede Ausgabe ist in vier Teile gegliedert: Aufsätze, Forum, Berichte und Rezensionen. Die veröffentlichten Aufsätze behandeln Phänomene von Alltagskulturen europäischer Gesellschaften. Der zeitliche Schwerpunkt der Ausrichtung liegt auf der Gegenwart und dem 19./20. Jahrhundert. Eingereichte Artikel basieren auf der Analyse von ethnografisch gewonnenen Feldforschungsmaterialien, auf qualitativen Interviewanalysen, Medien- und Diskursanalysen, historisch-anthropologischer Archivforschung oder auf der hermeneutischen Analyse von Dingen. Fachhistorische, theoretische und methodische Einlassungen finden ebenfalls Eingang. In der Rubrik Forum werden aktuelle Themen des Fachs in vier bis fünf kurzen Essays analysiert. Die Themen und Autoren des Forums werden durch die Redaktion ausgewählt. Die Rubrik Berichte enthält Tagungsberichte und Nachrufe. Sie geben Einblick in aktuelle Forschungsfelder der Empirischen Kulturwissenschaft sowie in persönliche akademische Lebenslinien jüngst verstorbener Fachvertreter. Die disziplinäre sowie nationale Streuung der Tagungsberichte umfasst die DGEKW sowie die österreichischen und schweizerischen Partnerinstitutionen inklusive ihrer Kommissionen, Institute bzw. Landesstellen und Museen.
Der Rezensionsteil gibt in kurzen, informativen Artikeln einen Einblick in das Publikationswesen der Fachdisziplin. Dabei werden auch fachfremde Publikationen, Ausstellungen und ältere Publikationen (Re-Reading) rezensiert, wenn sie von Interesse für die Fachöffentlichkeit sind.

## Geschichte
Die Zeitschrift für Empirische Kulturwissenschaft (ZEKW), vormals Zeitschrift für Volkskunde. Beiträge zu Kulturforschung (ZfVK), ist das älteste noch heute erscheinende volkskundlich-kulturwissenschaftliche Periodikum in Mitteleuropa. Sie blickt auf eine bewegte Geschichte zurück und durchlief mehrere bedeutsame Transformationsphasen. Im Jahr 1891 begründete der Germanist Karl Weinhold das Periodikum in Berlin als Organ des dortigen Vereins für Volkskunde – damals als Neue Folge der Zeitschrift für Völkerpsychologie und Sprachwissenschaft, herausgegeben von Moritz Lazarus und Heymann Steinthal. Mit dem 39. Jahrgang 1929 wurde die Zeitschrift des Vereins für Volkskunde schließlich vom Verband deutscher Vereine für Volkskunde übernommen und als Neue Folge unter dem Titel Zeitschrift für Volkskunde (ZsfVk) weitergeführt. Im Jahr 1938 gab der Verband die Zeitschrift wieder ab. Drei Jahrgänge lang bis zur kriegsbedingten Einstellung ihres Erscheinens im Jahr 1941 wurde die Zeitschrift von einem nationalsozialistischen Herausgeberteam betreut und dann erst ab 1953, nun wieder im Auftrag des Verbandes der Vereine für Volkskunde, mit dem 50. Jahrgang fortgesetzt.
1963 wechselte die institutionelle Herausgeberschaft der Zeitschrift an die Nachfolgeorganisation des Verbandes der Volkskundevereine, die Deutsche Gesellschaft für Volkskunde e. V. mit Sitz in Marburg. Der Zeitschrift wurde der Untertitel Halbjahresschrift der Deutschen Gesellschaft für Volkskunde hinzugefügt. Seit Heft 1/1998 (94. Jahrgang) erscheint die Zeitschrift für Volkskunde beim WAXMANN-Verlag (Münster) und wurde hier seit Heft 1/2015 (111. Jahrgang) mit dem erweiterten Untertitel Beiträge zur Kulturforschung geführt. Das Journal for European Ethnology and Cultural Analysis (JEECA) wurde 2016 als eigenständige englischsprachige Edition des Aufsatzteils der Zeitschrift für Volkskunde ins Leben gerufen.
Nach einer intensiven, unter Einbezug ihrer Mitglieder und der Fachöffentlichkeit geführten Debatte wurde die Deutsche Gesellschaft für Volkskunde im Jahr 2021 in Deutsche Gesellschaft für Empirische Kulturwissenschaft (DGEKW) umbenannt. Mit dieser Umbenennung der Fachgesellschaft wurde auch das Periodikum umbenannt und seit 2022 als Zeitschrift für Empirische Kulturwissenschaft. Journal for Cultural Analysis and European Ethnology fortgeführt. Im Rahmen der Open-Access-Transformation des deutschsprachigen Periodikums wurden die Zeitschrift für Empirische Kulturwissenschaft und die englischsprachige Edition Journal for European Ethnology and Cultural Analysis (JEECA) schließlich zusammengeführt.

## Archive
Im zweigeteilten Verbandsarchiv werden Dokumente und Bestände der Vereinsgeschichte aufbewahrt. Im Zentrum für Populäre Kultur und Musik (ZPKM), der Nachfolgeinstitution des Deutschen Volksliedarchivs, befinden sich Dokumente aus der Vorgeschichte der dgv, als die Körperschaft als Verband der Vereine für Volkskunde unter dem damaligen Vorsitzenden und Leiter des Deutschen Volksliedarchivs John Meier firmierte.
Der zweite Standort ist das Institut für Kulturanthropologie und Europäischen Ethnologie der Albert-Ludwigs-Universität in Freiburg i.Br. Dort wurden die Bestände aus dem Institut für Kulturanalyse der Deutschen des östlichen Europa (IKDE) zusammengeführt mit Altaktenbeständen aus Marburg und decken vor allem den Zeitraum von ca. 1960 bis in die jüngere Vergangenheit ab. Die Arbeit an einer nutzerfreundlichen Ausstellung erfolgt schrittweise.

## Begutachtungsprozess
Aufsätze für die ZEKW durchlaufen ein double blind Peer-Review-Verfahren, in dem alle Beiträge (mit Ausnahme von Antrittsvorlesungen) einem mehrstufigen Begutachtungsprozess unterzogen werden.

## Herausgebende
- 1891–1901: Karl Weinhold, im Auftrag des Berliner Vereins für Volkskunde; als Neue Folge der Zeitschrift für Völkerpsychologie und Sprachwissenschaft
- 1902–1910: Johannes Bolte, ab 1904 im Auftrag des Verbands Deutscher Vereine für Volkskunde
- 1912–1937: Fritz Böhm
- 1938–1940: Heinrich Harmjanz
- 1953–1966: Helmut Dölker, Bruno Schier, Mathilde Hain (1959–1966)
- 1967–1983: Hermann Bausinger
- 1984–2003: Martin Scharfe, Gottfried Korff (1984–2003)
- 2004–2010: Silke Göttsch, Reinhard Johler (2004–2007), Thomas Hengartner (2008–2010)
- 2011–2019: Alexa Färber, Silke Göttsch (2011–2012), Irene Götz (2013–2020), Ina Merkel (2017–2018), Johannes Moser (2017–2020/1), Friedemann Schmoll (2017–2021)
- 2020–2024: Michaela Fenske (2019–2021), Regina Bendix (2020–2024), Gunter Hirschfelder (2020), Thomas Schindler (2020), Manfred Seifert (2020–2025), Thomas Thiemeyer (2020–2024), Markus Tauschek (2020–2023), Markus Speidel (2021–2025), Jens Wietschorke (2021–2023), Sabine Zinn-Thomas (2021–2025), Anne Dippel (2021–2025), Timo Heimerdinger (2022–2025)
- ab 2025: Regina Bendix, Thomas Thiemeyer, Anne Dippel, Timo Heimerdinger, Victoria Hegner, Joachim Baur, Johannes Müske, Claus-Marco Dieterich